# Pěvecká konzervatoř Praha
Pěvecká konzervatoř Praha nebo též Pěvecká konservatoř Praha, s.r.o., byla soukromá pěvecká škola v Praze v letech 1992–2000.

## Historie
Školu založil v roce 1992 hlasový pedagog Josef Rybička (1922-2015). Sídlo školy bylo v Gröbově vile v areálu Havlíčkových sadů na pražských Vinohradech.
Uprostřed probíhajícího školního roku 1999/2000 (k 1. lednu 2000) byla činnost školy za ne zcela jasných okolností pozastavena. I přes veřejné protesty studentů, pedagogů i předních uměleckých činitelů (sólistů i vrcholných představitelů Národního divadla a dalších operních scén, divadelních režisérů i vedení konkurenčních konzervatoří) se nepodařilo od Ministerstva školství získat potřebné finanční prostředky pro provoz školy a její činnost musela být ukončena.

## Pedagogický sbor
Oddělení klasického zpěvu
- Josef Rybička – zakladatel školy, hlasový pedagog a hudební teoretik
- Čestmír Kráčmar – první ředitel školy, hlasový pedagog, historik, pravoslavný duchovní
- Zdeněk Klumpar – ředitel školy, hlasový pedagog
- Jaroslav Souček – sólista ND, hlasový pedagog
- Jaroslava Niederlová – sólistka Pražského filharmonického sboru, hlasový pedagog
- Jaroslav Mrázek – hlasový pedagog
- Christina Mrázková-Kluge – sólová zpěvačka, hlasový pedagog
- Kateřina Kachlíková – hlasový pedagog
- Jitka Soběhartová
- Jiří Staněk
- Naděžda Šormová – sólistka ND

Oddělení populárního zpěvu:
- Svatava Černá

Příbuzné obory:
- Bohuslav Maršík – sólista Národního divadla, Státní opery Praha, operety Hudebního divadla v Karlíně aj. herectví
- Lubomír Pánek – zpěvák a multiinstrumentalista, harmonie, intonace, rytmus, ansámblový zpěv
- Přemysl Charvát – dirigent Národního divadla, korepetitor
- Bohumír Váchal – korepetitor Národního divadla (hlavní korepetitor sopranistky Evy Urbanové)

## Studenti konzervatoře
I přes relativně krátkou dobu existence, škola vychovala řadu nadějných zpěváků. Mnozí absolventi školy se dnes profesionálně zabývají zpěvem, hudbou či v oboru herectví. Jména alespoň několika z nich:
- Kateřina Jalovcová (mezzosoprán), sólistka Národního divadla v Praze, Národního divadla v Brně, divadla F. X. Šaldy v Liberci aj.
- Michal Klamo (tenor), sólista opery Městského divadla v Ústí nad Labem a Hudebního divadla v Karlíně
- Markéta Zehrerová, představitelka hlavních rolí (muzikály Tři mušketýři, Johanka z Arku, Kleopatra aj.)
- Tereza Slouková, představitelka hlavních rolí (muzikály Krysař, Evita, Kleopatra aj.)
- Radek Seidl (baryton)
- Kateřina Göttlichová, roz. Matoušková (alt)